# Rode rotshaan
De rode rotshaan (Rupicola peruvianus) is een zangvogel uit de familie van de cotinga's (Cotingidae).

## Kenmerken
Het mannetje, dat zo’n 30 centimeter groot wordt, heeft een opvallend rode (soms oranjeachtige) kuif, die kan worden opgezet. Ook de borst en rug zijn rood en de vleugels en de staart zijn zwart. Het vrouwtje is kaneelbruin en heeft geen kuif.

## Leefwijze
Het voedsel bestaat uit insecten en fruit, maar soms staat er ook een kikker of hagedis op het menu.

## Voortplanting
Het komvormig nest bestaat hoofdzakelijk uit modder en bevindt zich meestal aan de ingang van een grot of in een rotsachtige beekoever. Het legsel bestaat uit twee witte eieren. Na ongeveer 28 dagen komen de jongen uit het ei. Het vrouwtje belast zich helemaal alleen met de nestbouw, het broeden en het grootbrengen van de jongen.
Het mannetje houdt zich niet bezig met het grootbrengen van jongen, omdat hij het veel te druk heeft met het imponeren van andere vrouwtjes. Een groot deel van de dag besteedt hij aan het pronken met zijn prachtige verenkleed om indruk te maken op het andere geslacht.

## Verspreiding en leefgebied
Het dier komt voor in de nevelwouden van westelijk Venezuela tot Bolivia. De vogel is te vinden in kloven en rond beboste beekjes. Er zijn vier ondersoorten:
- R. p. sanguinolentus Gould, 1859 - westelijk Colombia en noordwestelijk Ecuador.
- R. p. aequatorialis Taczanowski, 1889 - oostelijk Colombia, westelijk Venezuela, oostelijk Ecuador en noordelijk Peru.
- R. p. peruvianus (Latham, 1790) - centraal Peru.
- R. p. saturatus Cabanis & Heine, 1859 - zuidoostelijk Peru en westelijk Bolivia.

## Status
De grootte van de populatie is niet gekwantificeerd maar de soort wordt omschreven als schaars en met een versnipperde verspreiding. Op de Rode lijst van de IUCN heeft deze soort de status niet bedreigd.

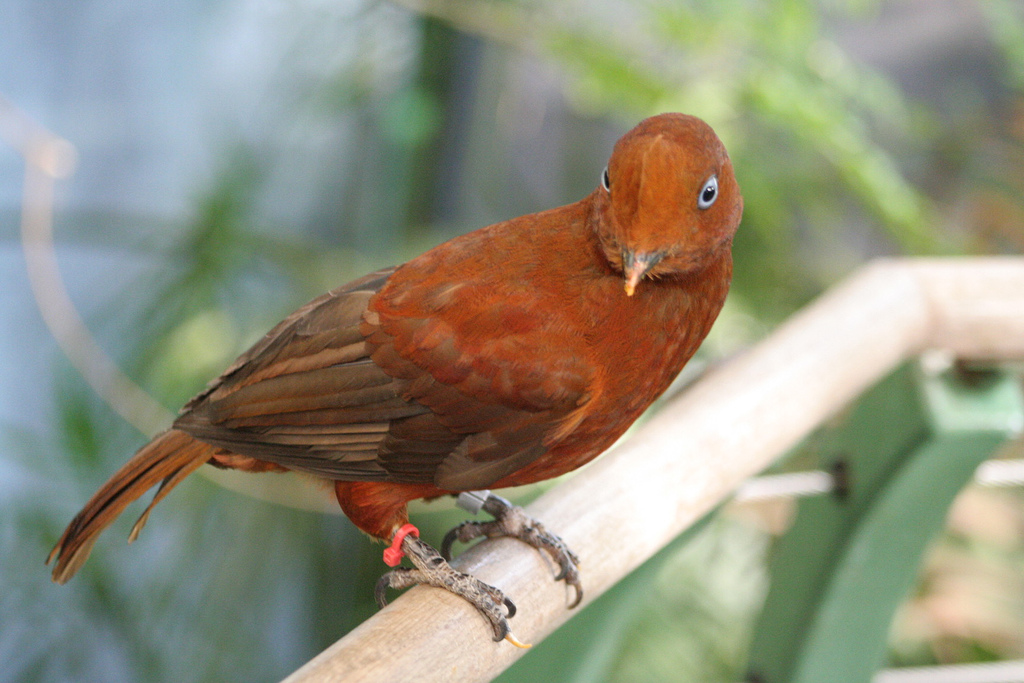
Vrouwtje